# 1957 w informatyce
Kalendarium informatyczne 1957 roku
- Powstało przedsiębiorstwo informatyczne Digital Equipment Corporation[1].
- Firma NCR zbudowała swój pierwszy komputer oparty na tranzystorach, NCR 304[2].
- IBM zbudował komputer 305 RAMAC. Był to komputer z pierwszym dyskiem twardym przeznaczonym do sprzedaży komercyjnej[3].
- Max Mathews opracował język programowania i program MUSIC-N, wykorzystywany do komponowania muzyki na komputerze[4][5].
- Lejaren Hiller i Leonard Isaacson skomponowali na komputerze Illiac Suite for String Quartet. Kompozycja stanowiła wynik prac nad zautomatyzowanym procesem komponowania muzyki za pomocą komputera[6].